# Station Kartuzy
Station Kartuzy is een spoorwegstation in de Poolse plaats Kartuzy.